# Німецька народна партія
Німецька народна партія (нім. Deutsche Volkspartei, DVP) — національна ліберальна партія в Німеччині за часів Веймарської республіки. Партія була наступницею Національно-ліберальної партії (нім. Nationalliberale Partei, NLP) в Німецькій імперії.
Одним із засновників партії був Густав Штреземан — лідер Національно-ліберальної партії. Під час Веймарської республіки разом із Німецькою демократичною партією партія була однією з двох великих ліберальних партій у Німеччині.
Партія на загальну думку, представляла інтереси великих німецьких промисловців. Її платформа підкреслювала християнські сімейні цінності, світську освіту, зниження тарифів, зменшення видатків на соціальне забезпечення та аграрних субсидій і ворожість по відношенню до «марксизму» (як до комуністів, так і до соціал-демократів). Спочатку партія була частиною «національної опозиції» до так званої Веймарської коаліції (Соціал-демократичної партії Німеччини (СДПН), Німецької демократичної партії (DDP) і католицької Партії Центру). Тим не менш, поступово Штреземан переходив до співпраці з центристськими і лівими партіями. Партія мала впливом на німецьку політику тоді, як Штреземан був державним діячем Веймарської республіки міжнародного рівня. Він займав посаду міністра закордонних справ безперервно з 1923 року аж до своєї смерті в 1929 році в дев'яти урядах (один з яких він на короткий час очолив у 1923) від правоцентристського до лівоцентристського. Після смерті Штреземана, DVP поступово повернулася в праву сторону. Головою партії став Ернст Шольц.
На виборах у вересні 1930 року DVP втратила 15 із 45 своїх місць в парламенті, отримавши свій найгірший результат з 1919 року. DVP була заборонена у березні 1933 після приходу нацистів до влади в січні 1933 року.
Хоча партія вважалася ліберальною у Веймарській республіці, її політика була більше консервативною за сучасними європейськими стандартами.
Колишні члени DVP брали участь у створенні Вільної демократичної партії після Другої світової війни.